# M6 (težki tank)
Težki tank M6 je bil ameriški tank druge svetovne vojne.

## Zgodovina
Združene države Amerike so imele v obdobju med obema svetovnima vojnama zelo malo denarja namenjenega tankom. Njihova pomembnost so ugotovili šele takrat, ko se je vojna že začela. Po nemškem zgledu so začeli odpirati programe za razvoj svojih tankov. Tako se je začel tudi razvoj težkega tanka M6. Tank, z oznako težki tank T1, so začeli razvijati 20. junija 1940. 
V letih 1941-1942 so bili narejeni trije prototipi. Razlikovali so se po načinu izgradnje kupole in po menjalnem sistemu. Modeli so bili zelo podobni večkupolnim tankom iz dvajsetih in tridesetih let (Vickers A1E1 Independent, T-35). Proizvodnja tankov se je začela decembra 1942. Naročenih je bilo 115 tankov verzije T1E1 za kopensko vojsko Združenih držav Amerike in 115 tankov verzije M6 in M6A1 za ameriške zaveznike. Naročilo je prišlo iz strani kopenske vojske Združenih držav Amerike.
Do takrat ko so bili tanki pripravljeni za uporabo, so enote že izgubile zanimanje za težke tanke. Zanimali so se bolj za srednje tanke. Dela na teh tankih se niso takoj končala. Sprva so potekala še testiranja z večjimi topi in debelejšimi oklepi. Dokončno so projekt ukinili 16. decembra 1944. Do takrat je bilo narejenih le 40 enot, ki niso nikoli sodelovali v vojni.

## Verzije
- T1: Ta verzija ni bila nikoli narejena.
- T1E1:  Lita šasija, narejenih je bilo 20 enot.
- T1E2 / M6: Narejenih je bilo 8 enot.
- T1E3 / M6A1: Varjena šasija, narejenih je bilo 12 enot.
- T1E4: Varjena šasija, nikoli narejen.
- M6A2E1: Nadgrajeni T1E1 s topom T5E1 105 mm. Nikoli narejen.Never built.

- T1E1
- M6
- M6A1